# Astragalus kerrii
Astragalus kerrii là một loài thực vật có hoa trong họ Đậu. Loài này được P.J.Knight & A.C.Cully miêu tả khoa học đầu tiên.